# Wiadukt w Schengen
Wiadukt w Schengen (niem. Viadukt von Schengen, luks. Viaduc du Schengen) – most autostradowy o długości 607 m, na granicy niemiecko-luksemburskiej, nad Mozelą. Mostem biegnie niemiecka autostrada A8 i luksemburska A13.
Most łączy Perl po stronie niemieckiej i Schengen po stronie Luksemburgu. Most powstał jako wspólny projekt niemiecko-luksemburski w latach 1998–2002 i został oddany w lipcu 2003 roku. Koszt budowy wynosił 20 milionów euro.